# Diabelia
Diabelia, biljni rod iz porodice kozokrvnica koji obuhvaća četiri priznate vrste listopadnog grmlja raširenog poglavito u Japanu, te rjeđe u jugoistočoj Kini i Korejskom poluotoku.
Ovi grmovi narastu od 1 do 3 metra visine. Unatoč tome što su vrlo atraktivne i morfološki raznolike, vrste Diabelia se ne uzgajaju široko i mogu se pronaći samo u botaničkim vrtovima.

## Vrste
1. Diabelia ionostachya (Nakai) Landrein & R.L.Barrett
2. Diabelia sanguinea (Makino) Landrein
3. Diabelia serrata (Siebold & Zucc.) Landrein
4. Diabelia spathulata (Siebold & Zucc.) Landrein